# Nieuwkoop
Nieuwkoop és un municipi de la província d'Holanda del Sud, al sud dels Països Baixos. L'1 de gener del 2009 tenia 26.865 habitants repartits sobre una superfície de 91,18 km² (dels quals 11,73 km² corresponen a aigua).

## Centres de població
- Aardam
- Korteraar
- Langeraar
- Nieuwkoop
- Nieuwveen
- Noordeinde
- Noorden
- Noordsedorp
- Papeveer
- Ter Aar
- Vrouwenakker
- Woerdense Verlaat
- Zevenhoven

## Ajuntament
- Midden Partij Nieuwkoop 8 regidors
- CDA 6 regidors
- VVD 4 regidors
- Progressief 2007 2 regidors
- SGP/ChristenUnie 1 regidor